# خوسيه دي خيسوس فيرا
خوسيه دي خيسوس فيرا (بالإسبانية: José de Jesús Vera)‏ (9 فبراير 1969 بماردة في فنزويلا - ) هو مدرب كرة قدم ولاعب كرة قدم فنزويلي في مركز الوسط. شارك مع منتخب فنزويلا لكرة القدم. أما مع النوادي، فقد لعب مع مينيروس دو غويانا وأتلتيكو ماراكايبو ‏ وإستوديانتس دي ماردة ‏.

## وصلات خارجية
- خوسيه دي خيسوس فيرا على موقع قاعدة بيانات كرة القدم.إي يو (الإنجليزية)
- خوسيه دي خيسوس فيرا على موقع ناشيونال فوتبول تيمز (الإنجليزية)
- خوسيه دي خيسوس فيرا على موقع عالم كرة القدم.نت (الإنجليزية)